# Eyralpenus diplosticta
Eyralpenus diplosticta är en fjärilsart som beskrevs av George Francis Hampson 1900. Eyralpenus diplosticta ingår i släktet Eyralpenus och familjen björnspinnare. Inga underarter finns listade i Catalogue of Life.